# Xã Mineral, Quận Cherokee, Kansas
Xã Mineral (tiếng Anh: Mineral Township) là một xã thuộc quận Cherokee, tiểu bang Kansas, Hoa Kỳ. Năm 2010, dân số của xã này là 216 người.